# Franz Bender (Landrat)
Franz Bender (* 4. April 1884 in Vallendar; † 21. Januar 1983 in Minden) war ein deutscher Verwaltungsbeamter. Als Landrat leitete er von 1924 bis 1939 den Landkreis Wittlich.

## Leben
Er war der Sohn des Weinhändlers Alexander Bender und dessen Ehefrau Caroline geborene Freiin von Berg-Dürfenthal.
Er besuchte die Schule in Vallendar und studierte Rechtswissenschaften in Lausanne, München und Bonn. Seit dem Sommersemester 1905 war er Mitglied der Studentenverbindung Société d’Étudiants Germania Lausanne. 1914 wurde er Gerichtsassessor, 1918 Regierungsassessor und 1922 Regierungsrat in Koblenz. 
Er war Mitglied der Zentrumspartei. Im Mai 1924 übernahm er die Verwaltung des Landkreises Wittlich. Am 15. Februar 1939 musste er wegen seiner früheren Mitgliedschaft in der Zentrumspartei und enger kirchlicher Bindungen in den Wartestand gehen und wurde schließlich zum 1. April 1939 an die Regierung in Minden versetzt. Sein Nachfolger als Landrat in Wittlich wurde Günther Kraaz.
Fritz Bender war im Hauptvorstand des Eifelvereins. Als solcher war er unter anderem anwesend, als die Ortsgruppe Trier im Jahre 1933 die Weihe der Nicola-Caspary-Bank in der Nähe von Trier mit Blick auf die Mosel vornahm. Auch nahm er zum Beispiel im Jahre 1935 die Weihe des Schwimmbades in Wittlich vor.

## Familie
Franz Bender heiratete im Jahre 1919 Aenne geborene Tillmann († 1972). Sie war eine Tochter des Justizrats, Rechtsanwalts und Notars Josef Tillmann.